# Головний комплекс гістосумісності та статевий добір

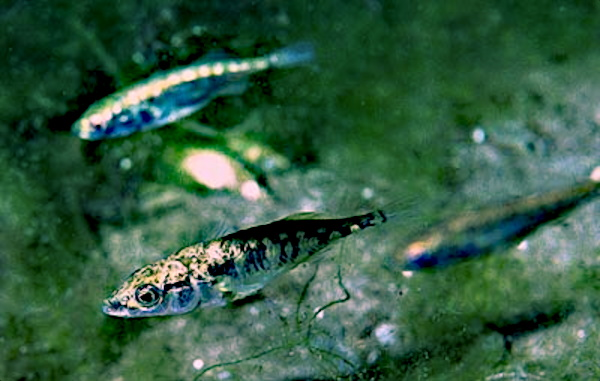
Самці колючки триголкової виділяють МНС-пов'язані одоранти задля ознайомлення потенційних партнерів з складом алелів головного комплексу гістосумісності (МНС).

При статевому доборі головний комплекс гістосумісності, високе алельне різноманіття генів якого контролює резистентність організмів до патогенів та паразитів, залучається до процесів вибору статевого партнера. Відомо, що статевий добір за участі головного комплексу гістосумісності (англ. major histocompatibility complex (MHC)) здійснюється за участі нюхового аналізатора у риб та мишей. Під час вибору партнера, самки колючки триголкової (Gasterosteus aculeatus) використовують стратегію вибору на основі запаху, щоб досягти оптимального рівня різноманітності MHC у своєму потомстві, забезпечивши їм стійкість до патогенів та паразитів.

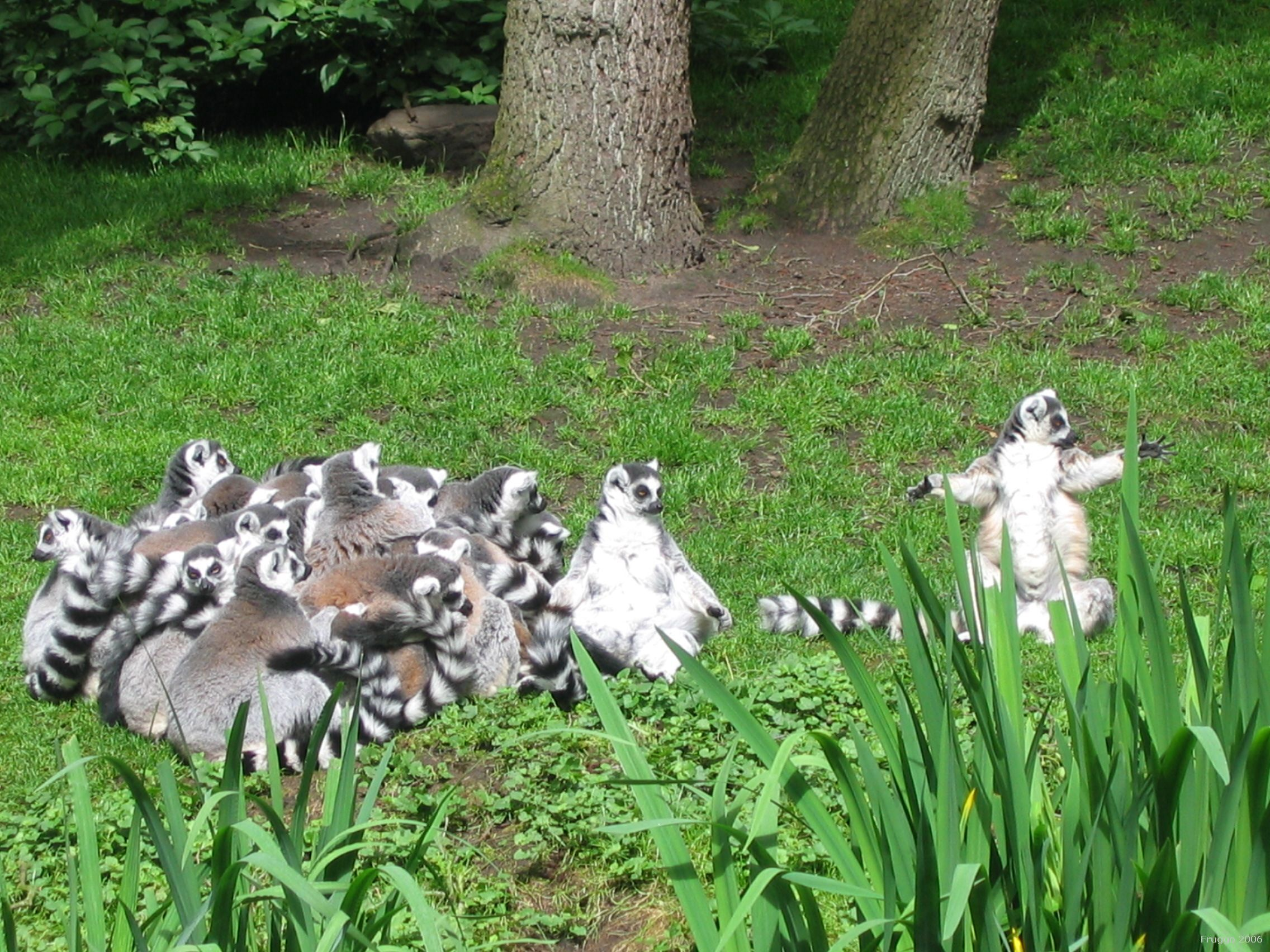
Котячі лемури сигналізують про МНС за допомогою генітальних секретів.

Оскільки генетичне різноманіття MHC в основному пов'язане з стійкістю до паразитів, виживанням і репродуктивним успіхом, генотип MHC певної особи вважається критерієм його оцінки як потенційного статевого партнера. Тварини можуть збільшити репродуктивний успіх розпізнаючи МНС-пов'язану інформацію про свого потенційного партнера та, в подальшому, вибрати статевого партнера, що має особливий МНС генотип, який містить різноманітні або специфічні алелі, що передають нащадкам стійкість до хвороб. На прикладі котячих лемурів (Lemur catta) K. Grogan з колегами виявили, що обидві статі сигналізують про загальну різноманітність гену DRB головному комплексу гістосумісності класу ІІ (MHC-DRB) та парну схожість MHC-DRB через летючу складову генітальних секретів. Крім того, лемури відрізняли абсолютне та відносне різноманіття MHC-DRB у генітальних запахах протилежної статі, що дозволяє припустити, що генітальні запахи лемура функціонують маркерами генетичної якості.
Тобто, вибір статевого партнера за участі хімічних сигналів про МНС є ефективним способом уникнення інбридингу, посилення мінливості потомства та, як наслідок, їх життєздатності. Різноманітність MHC є вигідною з імунологічних причин. Так, спаровування генетично споріднених особин з відмінним алельним складом МНС може послужити зменшенню генетичної небезпеки для нащадків, пов'язаної з інбридингом, за рахунок структурної диверсифікації глікопротеїнів МНС. Отже, гетерозиготне потомство зможе краще захистити себе від ширшого кола паразитів, ніж гомозиготне за генами МНС.

## Гіпотези зв'язку МНС та статевого добору
| Назва гіпотези                    | Пояснення |
| --------------------------------- | --- |
| Гіпотеза переваги МНС-гетерозигот | МНС-гетерозиготи більш стійкі до патогенних впливів, тому самки обирають статевих партнерів з відмінними від власних МНС генами, що призводить до появи гетерозиготного потомства. |
| Гіпотеза Червоної королеви        | Підтримання різноманітності МНС паразитами. Алель з найбільшою стійкістю закріплюється і поширюється в популяції.                                                                  |
| Гіпотеза уникнення інбридингу     | Посилена симпатія між особинами з різними МНС може допомогти запобігти інцесту та подальшим вродженим вадам у нащадків.                                                            |

Перша гіпотеза говорить, що гетерозиготні за МНС особини, більш стійкі до паразитів, ніж гомозиготні, тому самкам вигідно обирати самців з генами MHC, що відмінні від їх власних, — так зване дисасортативне спарювання. Особини гетерозиготні за МНС, могли б розпізнавати більш широкий спектр патогенів і, отже, викликати специфічну імунну відповідь проти більшої кількості патогенів — таким чином, маючи перевагу в імунній відповіді.
Друга гіпотеза, яка стосується головного комплексу гістосумісності та статевого добору — це гіпотеза Червоної Королеви. Так, якщо алелі MHC у індивідів чинять різний опір певному паразиту, то алелю, що сприяє збільшенню резистентності, буде віддаватися перевага, він буде підлягати добору та як результат — поширюватися в популяції. Рекомбінації та мутації спричиняють утворення нових алельних комбінацій МНС серед потомства, що може сприяти пришвидшенню імунної відповіді на паразитів чи збудників хвороб, що швидко еволюціонують. Однак якщо цей певний алель стає загальним і дуже поширеним в межах популяції, еволюційний тиск на паразитів, що сприяє уникненню розпізнавання цим алелем, збільшується і як наслідок даний алель стає вже не таким вигідним для боротьби з паразитом. Такий цикл подій врешті-решт призводить до спільної еволюції гонки озброєнь паразита та госпорадя, яка і підтримує алельну різноманітність MHC.
Гіпотеза уникнення інбридингу менше опирається на взаємозв'язки господаря-паразита у порівнянні з гіпотезами переваги гетерозигот та Червоної Королеви. Так, надзвичайне алельне розмаїття MHC могло б призвести до того, що статеві партнери з високою ймовірністю можуть бути генетично спорідненими, проте МНС-дисасортативне спарювання сприяє уникненню спаровування з такими особинами та, як наслідок, будь-яких шкідливих генетичних наслідків для нащадків. Інбридинг збільшує загальну гомозиготність — не лише локально в МНС. Збільшення гомозиготності може супроводжуватися не тільки проявом рецесивних ознак та появою мутацій, але й втратою будь-якої потенційної переваги гетерозигот.
Залежно від того, як паразити змінюють природний добір щодо алелів MHC, вибір статевого партнеру з огляду на MHC може підвищити пристосованість нащадків, покращивши їх імунітет. Тобто, гіпотеза переваги гетерозигот та гіпотеза Червоної Королеви також підтверджують той факт, що природний добір сприяє вибору статевого партнера з урахуванням комбінації алелів МНС.

## Нюх та МНС
Lewis Thomas (1975) вперше запропонував тезу про те, функція імунологічного розпізнавання «своє»/«чуже» за участі МНС еволюціонувала від необхідності організмів відрізняти представників свого виду від організмів інших видів за допомогою хімічних сиглалів. Thomas першим припустив, що таке еволюційне походження MHC також може відображатися в сигналізації індивідуальних рис особини певного виду за допомогою хімічних сиглалів у розвинених таксонах.
Цікаво, що експериментальні дослідження підтвердили ідеї Thomas, встановивши, що різні тварини, включно з рибами, птахами, гризунами й навіть людьми, можуть оцінювати особливу комбінацію алелів в MHC (гаплотип MHC) за запахом. Завдяки високому поліморфізму генів гаплотип MHC виконує додаткову функцію — є майже унікальним молекулярним відбитком індивідуальності. Тому вважається, що виявлення ідивідуальних особливостей MHC певної особини за запахом грає ключову роль у соціальних взаємодіях, пов'язаних з розпізнаванням, а саме у виборі статевого партнера та розпізнаванні власних нащадків. Таким чином, крім добре відомої імунологічної ролі презентації антигену, молекули МНС (і пептиди, з якими вони зв'язуються) сприяють утворенню хемосигналу, який може використовуватися для розпізнавання статевого партнера.
Yamazaki, Beauchamp та їх колеги ввели термін «одортип» («odortype») аби позначити суміш летких хімічних речовин, наявних у виділеннях, зокрема у сечі, що передає інформацію про гаплотип MHC. Окрім летких «одортипів», що зазвичай наявні у виділеннях тварин, пептиди головного комплексу гістосумісності можуть також виступати як додаткові нелеткі хімічні маркери особливостей МНС певної особини. Ці пептиди складаються з 8–10 амінокислотних залишків, мають «якірний» ланцюг, що зв'язується з молекулами МНС певного гаплотипу, і синтезуються, головним чином, з цитозольних білків шлях шляхом деградації через протеасому. Тобто, хемосигналами гаплотипу МНС виступають і «одортип» (леткий), і пептид MHC (нелеткий). Так наприклад, після віддаленої оцінки хемосигналу (за допомогою «одортипу») миша може прийняти усвідомлене рішення про те, чи слід безпосередньо контактувати з запахом і тим самим отримати доступ до додаткової інформації, що передається напівстабільними нелеткими хемосиглами, зокрема пептидами МНС. Отже, поєднання двох хемосигналів надає тварині більш надійну інформацію про гаплотип MHC.

### Утворення «одортипів»
Аби пояснити процес формування «одортипів» було запропоновано декілька гіпотез . Найкраще обґрунтованою є «гіпотеза носія», яка постулює, що розчинний фрагмент MHCI (27 кДа) виділяється у сечу, де він впливає на вивільнення летких пахучих речовин. Фрагмент розчинного білка — продукту MHCI (39 кДа), що еквівалентний за розміром фрагменту, який може бути отриманий шляхом перетравлення папаїном мембраннозв'язаного MHCI-продукту (47 кДа), був знайдений в лімфі та сироватці крові. Фрагмент масою 27 кДа можна отримати більш тривалим протеолізом за участі папаїну, проте як він утворюється in vivo та виводиться з сечею, невідомо.
«Одортипи» мишей, дефіцитних за b2 субодиницею мікроглобуліну (b2-m), яка необхідна для представлення продуктів MHCI на мембрані, відрізняються за характеристиками запаху від показників контрольних мишей. Ці «одортипи» можуть розпізнаватися через 9–12 днів після початку вагітності, тобто коли розвиваються молекули MHCI. Тобто даний експеримент демонструє тісний зв'язок між «одортипами» та продуктами МНС.

### Механізм хемосенсорного розпізнавання гаплотипу МНС

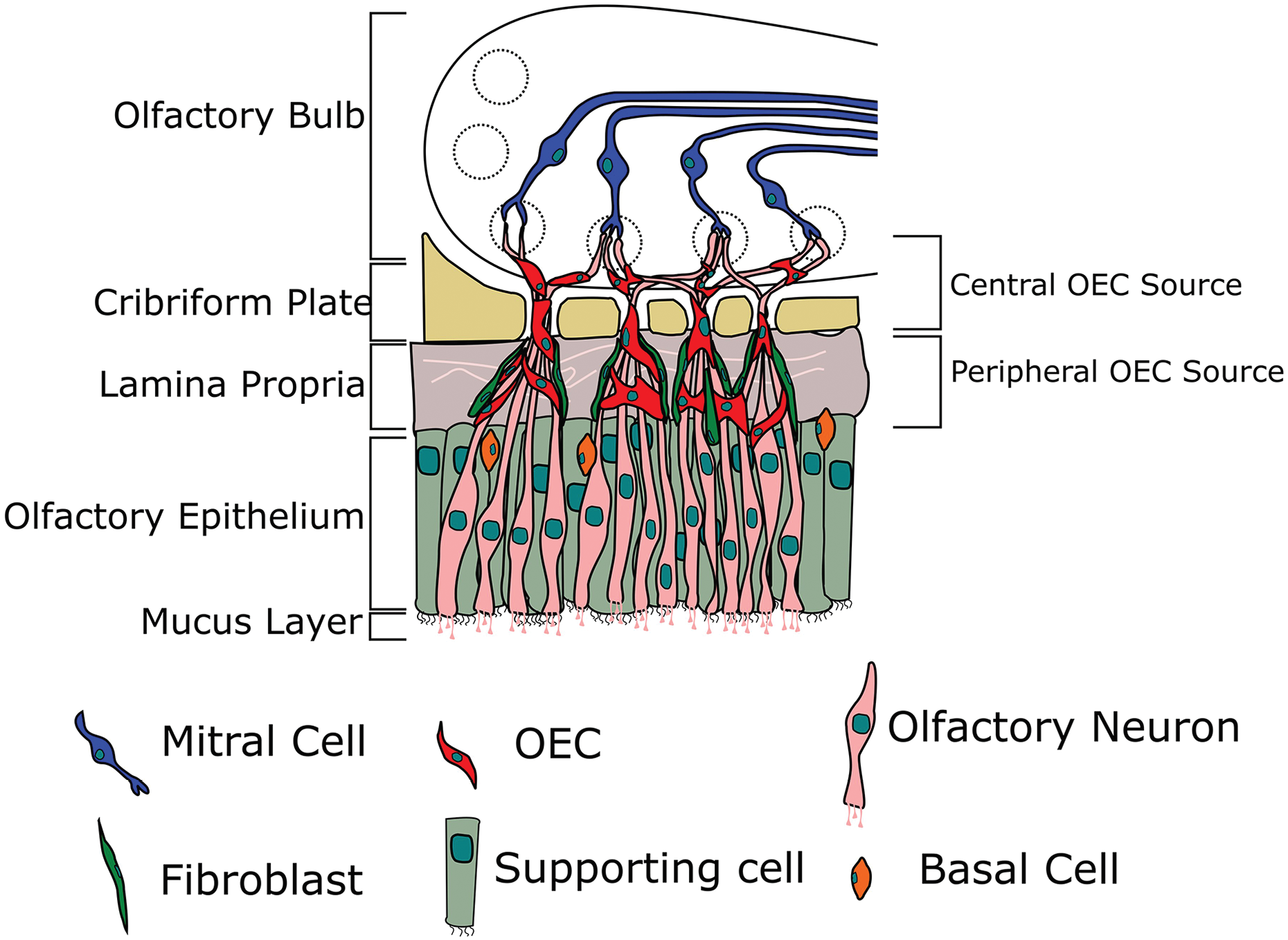
Одоранти стимулюють нюхові рецептори на сенсорних нейронах; аксони нюхових сенсорних нейронів надходять до клубочків нюхової цибулини.

У носовій порожнині у багатьох видів тварин розміщені дві нюхові сенсорні системи: основна нюхова система (ОНС) та допоміжна нюхова система (ДНС). Сенсорні нейрони ОНС розташовані в епітелії задньої дорсальної ділянки носової порожнини, тоді як сенсорні нейрони для ДНС знаходяться у вомероназальному органі. Часто помилково вважають, що ці дві системи виконують окремі функції: 1) ОНС — функція загального молекулярного аналізатора; 2) ДНС — функція феромонового детектора. Однак експериментальні дослідження підтверджують факт, що обидві системи беруть участь у виявленні хемосигналів, що мають відношення до соціальної взаємодії та статевої поведінки. Тобто, обидві системи були залучені до виявлення гаплотипу MHC та розпізнавання індивідуаних характеристик певної особини. Зокрема, миші, в яких був видалений вомероназальний орган, могли відрізняти «одортипи» при тестуванні в Y-лабіринті, а видалення вомероназального органу у хом'яків та тхорів не впливало на розпізнавання статевих партнерів за допомогою запахів. Ці результати свідчать про те, що ОНС може передавати інформацію про «одортипи», але не виключається і допоміжна роль ДНС. Так, обидві системи  причетні до виявлення пептидів MHC в сечі.
Кожна запахова речовина стимулює близько 1000 нюхових рецепторів, які експресуються в нюхових сенсорних нейронах. Оскільки аксони нюхових сенсорних нейронів надходять лише до двох з 2000 клубочків нюхової цибулини, сполуки, які визначають ознаки запаху, викликають стимуляцію певних ділянок гломерулярного шару в нюховій цибулині. Тобто, можна виміряти розподіл нейронної активності в нюховій цибулині за допомогою різних методик, включаючи вимірювання підвищеної експресії мРНК транскрипту для раннього гена Fos в перигломерулярних клітинах. Карти активності, виміряні таким чином, отримали назву «odor cards» («запахові карти»).
Припускалося, що оскільки різні «одортипи» містять однакові низькомолекулярні речовини хоча і в різних концентраціях, стимуляція клубочків у нюховій цибулині може перекриватися для двох різних «одортипів». Однак карти запаху Fos нюхової цибулини статистично відрізняються для «одортипів», які важко відрізнити навіть мишам, що говорить про можливість обробки складної нюхової інформації, зокрема про МНС, за участі основної нюхової системи. В експериментах за допомогою фМРТ та шляхом вимірювання активності мітральних клітин було виявлено, що вентромедіальна та вентролатеральна зони нюхової цибулини реагують на відповідний склад сечі тварини. Так, у вентральній зоні нюхової цибулини експресується підродина нюхових рецепторів OR37, що знаходиться під негативним еволюційним тиском та має вирішальне значення для хімічної взаємодії у ссавців. Нюхові сенсорні нейрони також експресують TRPM5 (transient receptor channel subfamily M member 5), який є компонентом фосфоліпазного сигнального шляху та грає роль при реагуванні тварини на гормони та сечу іншої особини. Тобто, вентромендіальна-вентролатеральна зона нюхової цибулини є ділянкою мозку, що обробляє та кодує нюхову інформацію пов'язану з соціальною поведінкою, зокрема і характеристики «одортипів».
Досі вчені не дійшли згоди щодо конкретних прикладів речовин, які залучені до процесів хемосенсорного розпізнавання гаплотипу МНС. Так у дослідженнях, Willse було проаналізовано широкий спектр метаболітів задля пошуку МНС «одортипів». Було виявлено, що різні варіації приблизно 80 сполук пов'язані з МНС, включаючи два феромони мишей: 2,5-диметилпіразин та 2-сек-бутил-4,5-дигідротіазол. Згодом, в результаті багатьох досліджень було запропоновано розглянути код «комбінаторного розпізнавання запаху», в якому патерни летких метаболітів (основа запахів) визначають гаплотип MHC.
Нюхова та імунна системи щодня взаємодіють та протидіють величезній кількості різноманітних молекул. Наявні докази свідчать про можливий взаємозв'язок між цими двома функціональними системами. Тобто, розпізнавання гаплотипу МНС за запахом грає еволюційно важливо роль при виборі статевого партнера та взаємодіях немовля-батьки. Так як умови навколишнього середовища швидко змінюються, є вигідним використання летких «одортипів» та МНС пептидів як хемосенсорних сигналів про певну особину.

## Приклади статевого добору за участі МНС

### У риб
Риби — одна з груп хребетних, що здійснює вибір статевого партнеру за участі МНС. Так, дослідження з атлантичним лососем (Salmo salar) мали на меті перевірити вплив MHC на природний нерест лосося у річці порівняно з штучним схрещуваннями, які були проведені в інкубаторах.  Логічно, що штучне схрещування позбавляло можливості довільного вибору статевого партнера, що у випадку природного нересту було доступно. Результати показали, що потомство лосося у випадку штучного схрещування було майже в чотири рази більше заражене паразитами, ніж у випадку природного нересту.  Крім того, потомство у випадку природного нересту було більш гетерозиготним за MHC, ніж потомство, яке виросло штучно. Ці результати підтримують гіпотезу переваги гетерозигот при статевому доборі за участі MHC.

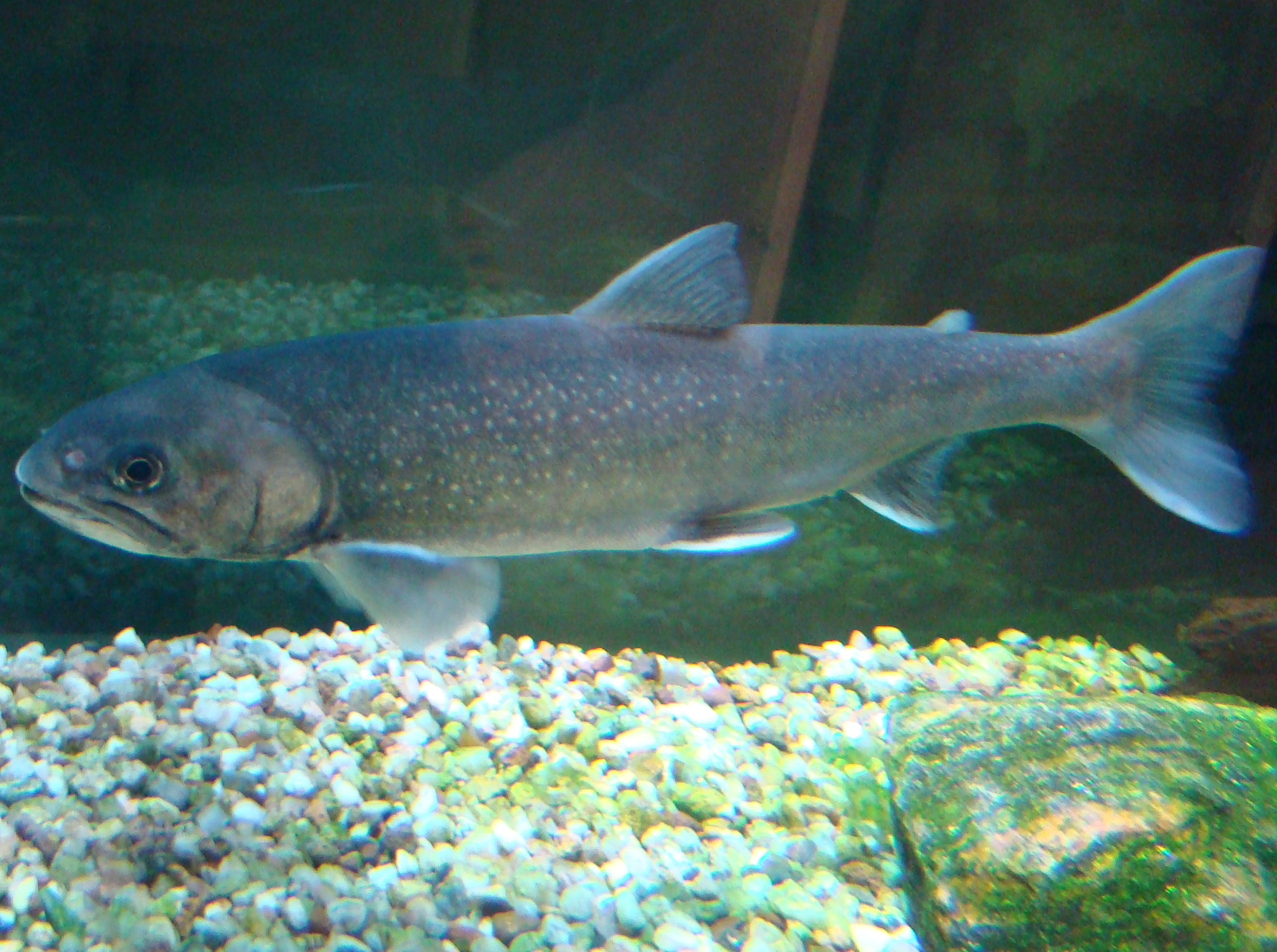
Для арктичної палії характерний «криптичний вибір у самок» (female cryptic choice), що пов'язаний з МНС.

MHC-опосередкований статевий добір може відбуватися після копуляції, на рівні гамет, за рахунок «спермових війн» (sperm competition) або «криптичного вибору у самок». Атлантичний лосось — один з видів, у якого на «спермові війни» впливає зміна основного комплексу гістосумісності, зокрема алелів класу I. Самці атлантичного лосося мали більш високі показники успішного запліднення, коли мали гаплотип МНС подібний до гаплотипу самок.
Ще один вид риб, якому притаманний «криптичний вибір у самок» (female cryptic choice), що пов'язаний з МНС, — арктична палія (Salvelinus alpinus). Однак у цьому випадку відбір сперматозоїдів більше залежить від яйцеклітини. Було виявлено, що самці MHC-гетерозиготи мають значно більший успіх запліднення, ніж самці-гомозиготи за MHC, проте не було показано, що кількість сперматозоїдів та їх рухливість корелюють з тим схожі чи не схожі гаплотипи МНС самців та самок. Тому було запропоновано, що існує система хемоатрактантів, за допомогою якої яйцеклітина може відбирати сперматозоїди з певним МНС.
Самиці чавичі (Oncorhyncus tshawytscha) поводяться більш агресивно з самцями зі схожим МНС, що говорить про наявність статевого добору за участі МНС. Крім того, самці також спрямовували агресію на самок з подібним МНС.

### У рептилій
Було показано, що MHC-опосередкований статевий добір існує у ящірки прудкої (Lacerta agilis). Самиці даного виду надавали перевагу зразками запаху самців, що були генетично менш споріднені за МНС І.

### У птахів

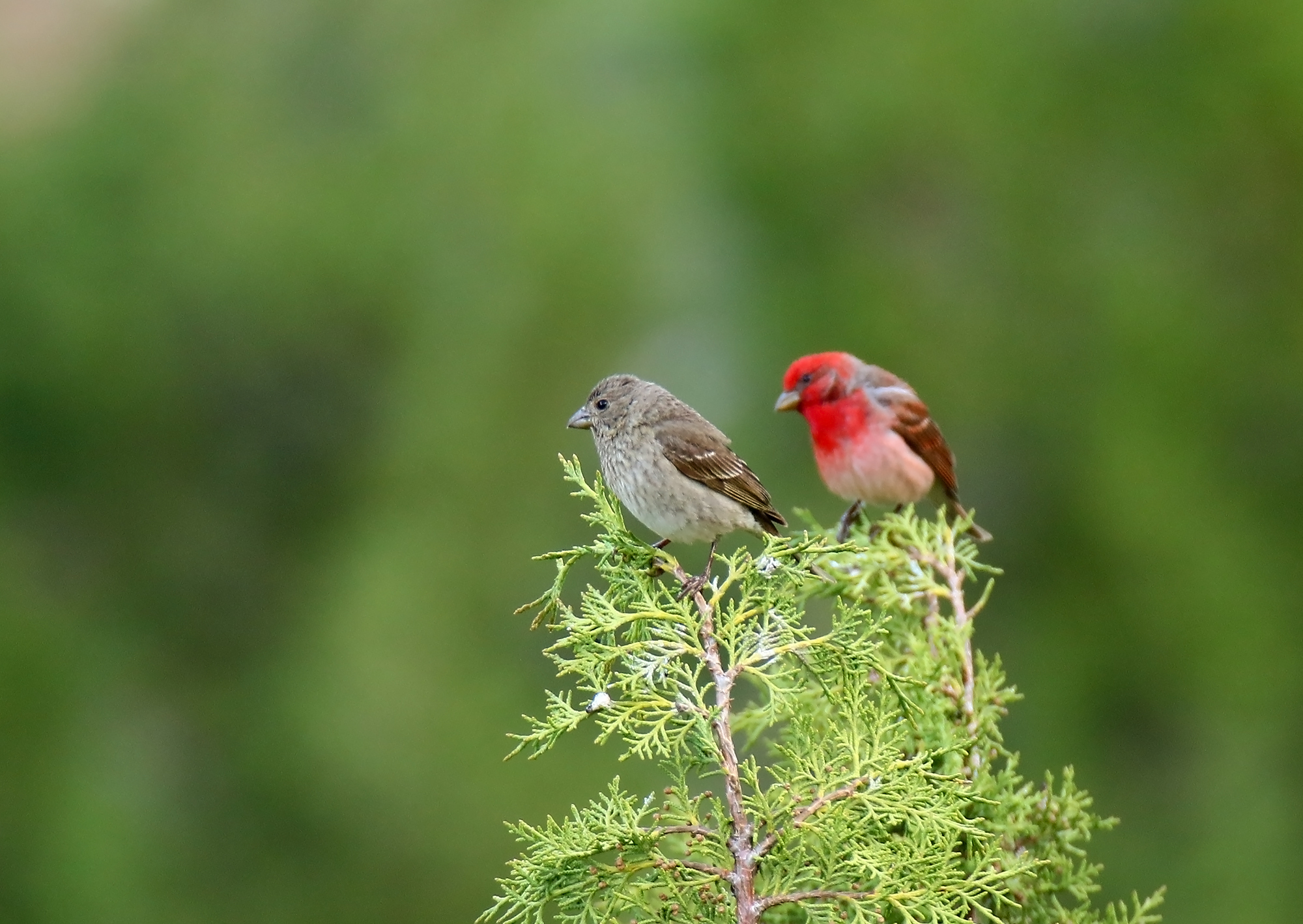
Самки чечевиці звичайної шукають нового статевого партнера з несхожим МНС.

Незважаючи на те, що багато видів птахів є моногамними, для деяких видів характерне батьківство поза парою, що науковці часто пов'язують з статевим добором за участі МНС. Так, у чечевиці звичайної (Carpodacus erythrinus) позашлюбне батьківство трапляється набагато рідше, коли їх статеві партнери були MHC-гетерозиготними. Самиці вівсянки саванової (Passerculus sandwichensis) для спарювання обирають самців з відмінним від власного МНС. Проте вони можуть вступати в нові статеві стосунки, якщо попередній партнер мав схожий гаплотип МНС і поблизу наявні самці з більш відмінним МНС від їх власного. Схожа ситуація з вибором статевого партнера спостерігається у горобців хатніх (Passer domesticus), для яких характерне дисасортативне спарювання.

### У ссавців
У випадку мишей і самці, і самки вибирають партнерів, що мають відмінний від їх власного МНС. Миші розвивають здатність ідентифікувати членів сім'ї з раннього дитинства і, як відомо, уникають інбридингу з родичами, що пояснює статевий добір з урахуванням МНС за допомогою гіпотези уникнення інбридингу.
Щодо єнотів-полоскунів (Procyon lotor), то Santos et al. досліджували дію двох груп генів хемосенсорних рецепторів — TAARs (англ. trace amine-associated receptors) та ORs (англ. olfactory receptors; нюхові рецептори) — у популяції цих єнотів в Німеччині на вибір статевого партнера за участі МНС. Виявилося, що самиці з більшою кількістю алелей TAAR або OR більш схильні вибирати самця з несхожим MHC. Крім того, гени MHC класу I мають більш сильний вплив на вибір статевого партнера, ніж гени MHC класу II, ймовірно, через їх імунологічне значення для вірусної резистентності.

#### У людей
Кілька досліджень свідчать про можливу роль МНС при виборі статевого партнера у людей за участі запаху, однак дана теза і досі залишається суперечливою. У дослідженнях Ober et al. було перевірено HLA (людський лейкоцитарний антиген; англ. human leukocyte antigens) 400 шлюбних пар громади Гуттерит та виявили значно менше алельних збігів HLA між чоловіками та дружинами, ніж очікувалося, враховуючи соціальну структуру їхньої громади. З іншого боку, в тому ж дослідженні за участі 200 пар південноамериканських племен не було підтверджено наявність вибору статевого партнера за участі МНС у людей.
Інші дослідження підтвердили роль запаху для людей при виборі статевого партнера. Так, у дослідженнях Wedekind et al., жінкам було запропоновано оцінити запах чоловічих футболок під пахвами. Жінки, у яких під час експерименту була овуляція, описували запахи чоловіків, що мали відмінний від їх власного МНС, як більш приємний, у порівнянні з запахами чоловіків зі схожим МНС. Крім того, запахи чоловіків з несхожим МНС часто нагадували жінкам нинішніх або колишніх партнерів, що дозволило припустити, що запах, а саме МНС-пов'язаний запах, грає роль у статевому доборі у людей. Ще одне схоже дослідження показало, що на відміну від жінок з нормальним менструальним циклом, жінки, що приймають оральні контрацептиви, віддавали перевагу запахам чоловіків з подібним МНС. Це дозволило припустити, що оральні контрацептиви можуть впливати на МНС-залежний вибір статевого партнера.